# Gügəvar
Gügəvar è un comune dell'Azerbaigian situato nel distretto di Yardımlı. Conta una popolazione di 595 abitanti.